# Paychex
Paychex, Inc. är ett amerikanskt multinationellt finansföretag som förser små och medelstora företag med outsourcing för finansiella tjänster rörande bland annat löner, löneförmåner, skattehantering samt övrig human resources. De har totalt fler än 650 000 företagskunder i Danmark, Norge, Sverige, Tyskland och USA.
Företaget grundades 1971 som Paymaster av Tom Golisano efter att han sa upp sig hos Electronic Accounting Systems Inc., som utförde liknande tjänster men arbetade enbart mot stora koncerner, efter de avfärdade hans pitch om att även ta in mindre företag som kunder. 1979 bytte företaget namn till det nuvarande.
För 2018 hade de en omsättning på nästan $3,4 miljarder och en personalstyrka på omkring 14 300 anställda. Deras huvudkontor ligger i Rochester i New York.